# Holoplatys chudalupensis
Holoplatys chudalupensis är en spindelart som beskrevs av Zabka 1991. Holoplatys chudalupensis ingår i släktet Holoplatys och familjen hoppspindlar. Inga underarter finns listade i Catalogue of Life.